# 葵橋
葵橋（あおいばし）は、甲州街道西新宿1丁目交差点から1本裏の通りにあった橋の名前。

## 概要
かつて葵橋は玉川上水にかかっており、玉川上水の暗渠化後は、葵橋跡の碑がマクドナルド南新宿店の向かい側に建てられている。
また、東京南新宿ビル1階通路の柱には、東京都水道局による「葵橋の記」プレートが存在する。これには、かつての葵橋周辺の景観や、浄水場移転に伴い使命を終えた玉川上水と葵橋について記されている。橋の名前は「この辺りに紀州徳川家の下屋敷があったことに由来する」とされている。
京王線の葵橋駅は甲州街道上にあり、この橋の上を通ってはいなかった。